# 化学势
在热力学中，某种物质的化学势指的是，在化学反应或者相变中，此物质的粒子数发生改变时所吸收或放出的能量。在混合物中的某种物质的化学势定义为此热力学系统的吉布斯自由能对此物质粒子数的变化率，即偏导数（其他物质的粒子数及其他系统参数保持不变）。当温度和压强固定时，化学势也被称作偏摩尔吉布斯自由能，或者摩尔化学势。在化学平衡或相平衡状态下，自由能处于极小值，各种物质的化学势与化学计量系数乘积之和为零。
在半导体物理中，零温电子系统的化学势被称为费米能。

## 概述
粒子总是趋向于从高化学势流向低化学势，因而，化学势可视为物理中“势能”概念的推广。当一个球从山上滚下，它从高重力势（有更多的做功“趋势”）跑到了低重力势的区域。同样，分子在运动、发生化学反应、溶解、融化等过程中，它们总是趋向于自发的从高化学势的状态变到低化学势的状态，相应的，此分子的粒子数会发生变化，而粒子数是化学势的共轭变量。
一个简单的例子是，一个稀疏气体分子体系在一个均匀环境中的扩散过程。在这个过程中，分子会自发的从高密度分布区域扩散到低密度分布的区域，直到此分子在各处的分布密度都相等。
我们可以用机械运动的理论对分子的随机运动做微观解释，但是，如果用化学势来理解这个过程则显得更加简单方便：在确定的温度下，一个分子在高密度区域有更高的化学势，而在低密度区域的化学势则较低。当分子从高化学势区域流到低化学势区域时，就会释放自由能，因此这是一个自发的过程。
另一个例子是相变过程。我们可以认为，在0°C以上时，水分子的液相（液态水）具有更低的化学势，而固相（即冰）化学势更高，冰化为水则是从高化学势变为低化学势，而在0°C以下时则正好相反。而正好处于0 °C的冰水混合物，固相和液相的化学势则是正好相等的，系统处于平衡。
另外再比如水溶液中弱酸的解离过程，比如乙酸，HA（A=CH3COO−）：
HA ⇌ H+ + A−
醋中就包含乙酸。当乙酸分子解离时，未解离的乙酸分子数量减少，而产物离子（H+和A−）数量增加。在此过程中，乙酸分子的化学势变小，而H+和A−离子的化学势升高，当反应物与产物的化学势相等时，系统达到平衡。
化学势的概念被运用于很多关于化学平衡的方面，比如熔化、沸腾、蒸发、溶解、渗透、分配系数、液体萃取、层析分离，这些情况下通常都会有一个表征各分量物质化学势的函数。

## 热力学的定义
某种粒子-i（原子、分子或原子核）的化学势 {\displaystyle \mu _{i}} 是一个强度量，其定义来自于唯象引入的热力学基本关系
{\displaystyle \mathrm {d} U=T\mathrm {d} S-P\mathrm {d} V+\sum _{i=1}^{n}\mu _{i}\mathrm {d} N_{i}}
这里{\displaystyle \mathrm {d} U}是系统内能 U 的变化微元，{\displaystyle \mathrm {d} S}是系统熵 S 的变化，{\displaystyle \mathrm {d} V}是体积的变化，而{\displaystyle \mathrm {d} N_{i}}是第i种粒子的粒子数{\displaystyle N_{i}}的变化，T是绝对温度，P是压强。当存在电磁场时，此式中还要计入相应的电磁做功的项。

由上述热力学基本关系，我们得到化学势的定义为：
{\displaystyle \mu _{i}=\left({\frac {\partial U}{\partial N_{i}}}\right)_{S,V,N_{j\neq i}}}
然而此定义对于实际系统有一些不方便，比如说对于化学溶液，当加入粒子时，又要想保持体积和熵等变量不变，这几乎是不可能的。为此，我们通过Legendre变换来引入另一个热力势：吉布斯自由能，{\displaystyle G=U+PV-TS}，将此形式微分得到：{\displaystyle \mathrm {d} G=\mathrm {d} U+P\mathrm {d} V+V\mathrm {d} P-T\mathrm {d} S-S\mathrm {d} T}，将这里的{\displaystyle \mathrm {d} U}用上面的热力学基本关系替换，我们就可以得到：
{\displaystyle \mathrm {d} G=-S\mathrm {d} T+V\mathrm {d} P+\sum _{i=1}^{n}\mu _{i}\mathrm {d} N_{i}}
于是，我们就得到化学势{\displaystyle \mu _{i}}的另一个表达式：
{\displaystyle \mu _{i}=\left({\frac {\partial G}{\partial N_{i}}}\right)_{T,P,N_{j\neq i}}}
在改变吉布斯自由能时同时又固定温度和压强不变则是在通常情况下可以做到的，于是，这种情况下我们可以得到
{\displaystyle \mathrm {d} G=\sum _{i=1}^{n}\mu _{i}\mathrm {d} N_{i}}
若一个系统的温度和压强固定不变，而又可以与外界环境有粒子交换，热力学平衡状态就意味着系统的吉布斯自由能应当处于极小值，即：
{\displaystyle \mathrm {d} G=\mu _{1}\mathrm {d} N_{1}+\mu _{2}\mathrm {d} N_{2}+...=0}
这一等式关系可以用于建立化学反应的平衡常数。
类似的，我们还可以对{\displaystyle \mathrm {d} U}做其它形式的Legendre变换，从而得到其它的热力学势函数，如焓{\displaystyle H=U+PV}，Helmholtz自由能{\displaystyle F=U-TS}，于是相应的化学势为：
{\displaystyle \mu _{i}=\left({\frac {\partial H}{\partial N_{i}}}\right)_{S,P,N_{j\neq i}}\qquad \mu _{i}=\left({\frac {\partial F}{\partial N_{i}}}\right)_{T,V,N_{j\neq i}}}
这些不同的形式都是化学势，只是运用于不同的物理条件下。

## 应用
Gibbs–Duhem方程描述了一个热力学系统中的组分的化学势变化之间的关系。例如一种由两种物质组成的混合物，在确定的温度和压强下，这两种物质的化学势满足如下关系：
{\displaystyle d\mu _{\mathrm {B} }=-{\frac {n_{\mathrm {A} }}{n_{\mathrm {B} }}}d\mu _{\mathrm {A} }}
相变平衡或化学平衡往往都会有一个决定相变的常数。比如，冰融化的温度（冰点），即为固相和液相平衡的温度。化学势可以用来解释由Clapeyron方程解出的相图中的斜率，这些也可以由Gibbs–Duhem方程给出，还可以解释一些“依数性”（如溶剂蒸气压的降低导致溶液凝固点下降），并可以很自然的导出拉乌尔定律和亨利定律。

## 历史
化学势首先由美国工程师、化学家、数学物理学家吉布斯（Josiah Willard Gibbs）提出：

向处于静压力状态的某种均匀物质中加入无穷小量的任意添加物，而保持其仍然分布均匀且熵和体积都不变，则此时总能量变化量对于添加物粒子数的微商表征了一种添加这种组分的势能。
"If to any homogeneous mass in a state of hydrostatic stress we suppose an infinitesimal quantity of any substance to be added, the mass remaining homogeneous and its entropy and volume remaining unchanged, the increase of the energy of the mass divided by the quantity of the substance added is the potential for that substance in the mass considered."

吉布斯随后意识到，由此定义出发，新加入体系的物质不一定需要是在原体系中已经存在的物质，而可以是任何化学成分，也可以是比例确定的混合成分，这种自由度可以使化学势应用于热力学和物理学中各种正经历物质成分变化的系统。化学势也被称为偏摩尔吉布斯自由能（或偏摩尔性质），单位为能量/粒子数，或能量/摩尔。
1873年，吉布斯在他的论文《物质热力学性质的几何面表示法》（A Method of Geometrical Representation of the Thermodynamic Properties of Substances by Means of Surfaces）中，提出了他的新方程及其基本原理，用于讨论当不同系统相互接触时发生的自发过程。对于相互接触的均匀物质（如固、液、气组分），通过三维的体积-熵-内能图，吉布斯定义了三种状态：“必要稳定（necessarily stable）”，“中性（neutral）”，“不稳定（unstable）”，并借之理解某个变化过程能否自发进行。1876年，吉布斯在此理论基础之上引入了化学势的概念用于理解化学反应过程。他对此总结道：

考虑一种物质，处于具有确定压强和温度的某介质中，那么此物质处于热力学平衡的充要条件是：
{\displaystyle \delta (\epsilon -T\eta +P\nu )=0}
其中{\displaystyle \delta }表示由系统各组分状态变化或比例变化造成的变分量。稳定平衡的条件是，上面括号中的表达式取极小值。
"If we wish to express in a single equation the necessary and sufficient condition of thermodynamic equilibrium for a substance when surrounded by a medium of constant pressure P and temperature T, this equation may be written:
{\displaystyle \delta (\epsilon -T\eta +P\nu )=0}
where δ refers to the variation produced by any variations in the state of the parts of the body, and (when different parts of the body are in different states) in the proportion in which the body is divided between the different states. The condition of stable equilibrium is that the value of the expression in the parenthesis shall be a minimum."

注意这里与现代常用的符号不同的是，吉布斯用{\displaystyle \epsilon }表示内能，{\displaystyle \eta }表示熵，{\displaystyle \nu }表示系统体积。

## 电化学，内部/外部/总化学势
上面对于化学势的定义更准确的说应该称之为“总化学势”，即组分粒子数引起的总自由能的变化率。但是由于可能存在外力场（如静电势或重力势等），或者存在一些“内部”的因素（如密度，温度不均匀分布等），处在两个不同位置的同一种粒子的“总化学势”就有可能是不同。因此，总化学势就被分成“外部化学势”和“内部化学势”：
{\displaystyle \mu _{\mathrm {tot} }=\mu _{\mathrm {int} }+\mu _{\mathrm {ext} }}
其中
{\displaystyle \mu _{\mathrm {ext} }=qV+mgh+\cdots }
是外部化学势，它是各种外力势（如静电势、重力势等）的求和，内部化学势则指除外部化学势之外的因素（如密度、温度、焓）所造成的化学势。
当人们提到“化学势”，有时候其实说的是“总化学势”，但有时候，比如在电化学、半导体物理、固体物理等领域中，“化学势”往往指的是“内部化学势”，而用“电化学势”来指代“总化学势”。

## 多粒子体系

### 电子的化学势
固体中的电子也有化学势，定义方式也类似于化学物质的化学势：即电子加入或流出此系统时造成的自由能改变率，通常用“能量/粒子数”而非“能量/摩尔”来作单位，其中的能量则通常以电子伏（eV）作单位。
在固体物理中化学势是一个很重要的概念，它和逸出功函数，费米能，费米能级紧密相关。比如，n型硅的内部化学势要高于p型硅，于是在p-n结二极管中，在平衡状态下的“内部化学势”在p型和n型两边就不相等，从而会产生内禀电场，而“总化学势”（电化学势，或费米能级）在整个p-n结二极管中则各处都相等。
当我们说到化学势时，往往要指明“相对于谁”。对于半导体中的电子，通常内部化学势指的是相对于能带中的某些特定的点，比如导带底。当讨论逸出功函数时，往往说相对于真空能。总化学势则通常说的是相对于接地电势。
在原子物理中，原子中电子的化学势有时指的是原子的电负性，电负性均衡也就是化学势平衡。

### 亚原子核粒子
近些年来，热学和化学势也被运用于讨论粒子物理过程。在夸克-胶子等离子体或其它QCD物质中，光子、电子、重子、电荷等都会有其化学势，它们是随空间变化的函数。
以光子为例，光子是玻色子，并可以很容易的产生或消灭，于是光子的化学势就为零。因为若某处光子化学势大于零，光子就会自发的从此处消失直到化学势回归为零。同样，若某处光子化学势小于零，则光子会在此处自发产生直到化学势回归为零。由于此产生消灭过程发生得非常快，所以认为光子的化学势为零。例如，在一个密闭的空箱中，箱壁中的原子就与电磁场耦合，于是在有限温度下，这些原子的振动或内部能级就会自发的转化为光子。
电子则不同，电子数一般是不变的，不能随意产生消灭，但是它可以扩散，而电荷的化学势则决定了扩散的方向：由高化学势区域自发流向低化学势区域。其它粒子数守衡的物质，如重子也是同理。满足粒子数守衡的物质都要通过扩散来完成化学势的平衡。

## 理想和非理想溶液中的化学势

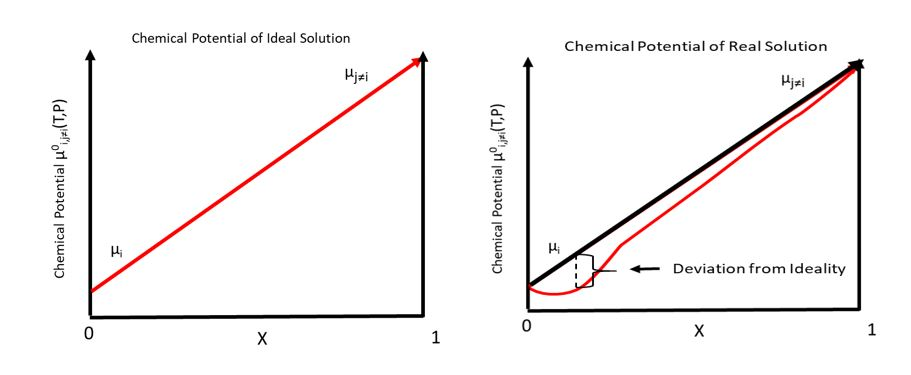
(左）理想溶液（右）实际溶液中某组分的化学势

一般说来溶液的化学势分为两部分，分别来自于理想溶液的贡献和额外的非理想贡献，
{\displaystyle \mu _{i}=\mu _{i}^{\text{ideal}}+\mu _{i}^{\text{excess}}}
在理想溶液中，某种组分的化学势是温度和压强的函数，同时也决定于此组分物质的量，
{\displaystyle \mu _{i}=\mu _{i0}(T,P)+RT\ln(x_{i})}
这里R是理想气体常数，{\displaystyle x_{i}} 是此组分物质的摩尔分数。此表达式忽略了不同种类分子之间的相互作用，通常用一个系数 {\displaystyle \gamma _{i}} 来修正
{\displaystyle \mu _{i}=\mu _{i0}(T,P)+RT\ln(\gamma _{i}x_{i})=\mu _{i0}(T,P)+RT\ln(\gamma _{i})+RT\ln(x_{i})}
这里图中的曲线显示了理想溶液和非理想溶液化学势的区别。

## 文献
1. ↑  Opacity, Walter F. Huebner, W. David Barfield, ISBN 1461487978, p. 105, https://books.google.de/books?id=ib-8BAAAQBAJ&pg=PA105&dq=partial+molar+free+energy+%22molar+chemical+potential%22&hl=de&sa=X&ved=0ahUKEwi9lbXjosnYAhUCzaQKHap3ChQQ6AEIKDAA#v=onepage&q=partial%20molar%20free%20energy%20%22molar%20chemical%20potential%22&f=false （页面存档备份，存于）
2. ↑  
Atkins, Peter; de Paula, Julio.  8th. Oxford University Press. 2006. ISBN 978-0-19-870072-2. Page references in this article refer specifically to the 8th edition of this book.
3. ↑  Baierlein, Ralph.  (PDF). American Journal of Physics. April 2001, 69 (4): 423–434  [2018-04-30]. Bibcode:2001AmJPh..69..423B. doi:10.1119/1.1336839. （原始内容存档 (PDF)于2020-03-27）.
4. ↑  Job, G.; Herrmann, F.  (PDF). European Journal of Physics. February 2006, 27 (2): 353–371  [2018-04-30]. Bibcode:2006EJPh...27..353J. doi:10.1088/0143-0807/27/2/018. （原始内容 (PDF)存档于2015-09-24）.
5. ↑  Kittel, Charles; Herbert Kroemer. . W. H. Freeman. 1980-01-15: 357  [2018-04-30]. ISBN 978-0-7167-1088-2. （原始内容存档于2020-10-17）.
6. ↑  Statistical Physics, F Mandl, (Wiley, London, 11971) ISBN 0 471 56658 6, page 88
7. ↑  Atkins, Section 4.1, p 126
8. ↑  Atkins, Section 5.5, pp 150-155
9. ↑  Atkins, Section 5.3, pp 143-145
10. 1 2 3  Thermal Physics （页面存档备份，存于） by Kittel and Kroemer, second edition, page 124.
11. ↑  Thermodynamics in Earth and Planetary Sciences by Jibamitra Ganguly, google books link （页面存档备份，存于）. This text uses "internal", "external", and "total chemical potential" as in this article.
12. ↑  Electrochemical Methods by Bard and Faulkner, 2nd edition, Section 2.2.4(a),4-5.
13. ↑  Electrochemistry at Metal and Semiconductor Electrodes, by Norio Sato, pages 4-5, google books link （页面存档备份，存于）
14. ↑  Physics Of Transition Metal Oxides, by Sadamichi Maekawa, p323, google books link （页面存档备份，存于）
15. ↑  The Physics of Solids: Essentials and Beyond, by Eleftherios N. Economou, page 140, google books link （页面存档备份，存于）. In this text, total chemical potential is usually called "electrochemical potential", but sometimes just "chemical potential". The internal chemical potential is referred to by the unwieldy phrase "chemical potential in the absence of the [electric] field".
16. ↑  Solid State Physics by Ashcroft and Mermin, page 257 note 36. Page 593 of the same book uses, instead, an unusual "flipped" definition where "chemical potential" is the total chemical potential which is constant in equilibrium, and "electrochemical potential" is the internal chemical potential; presumably this unusual terminology was an unintentional mistake.
17. ↑  Morell, Christophe, Introduction to Density Functional Theory of Chemical Reactivity: The so-called Conceptual DFT (http://inac.cea.fr/Phocea/file.php?class=pisp&reload=1261486766&file=christophe.morell/files/98/introduction_to_Density_Functional_Theory_of_Chemical_Reactivity.pdf （页面存档备份，存于）), retrieved May 2016
18. ↑  Baierlein, Ralph. . Cambridge University Press. 2003. ISBN 0-521-65838-1. OCLC 39633743.
19. ↑  Hadrons and Quark-Gluon Plasma （页面存档备份，存于）, by Jean Letessier, Johann Rafelski, p91